# Akzent (Aussprache)
Akzent bezeichnet die jeder Sprache bzw. jedem Dialekt/Regiolekt zugrundeliegenden typischen Merkmale des Sprechens und die dadurch herrührende – meist unbewusste – Übertragung von Aussprachegewohnheiten des Dialekts oder des Regiolekts auf die Dachsprache bzw. die Übertragung der Aussprachegewohnheiten der Erst-/Muttersprache oder der vorrangig gebrauchten Sprache auf eine später erlernte Fremdsprache.
Inwieweit suprasegmentale (prosodische) Merkmale oder aber segmentale Merkmale in der Wahrnehmung stärker ins Gewicht fallen, ist Gegenstand der Forschung, wobei einige Studien von 2013 suprasegmentalen Merkmalen ein höheres Gewicht zumessen.
Die Abweichungen betreffen Phonetik, Intonation, Betonungsmuster und Satzrhythmus.

## Entstehung
Ein Großteil der Menschen, die die Dachsprache oder eine Fremdsprache erst als Jugendliche oder Erwachsene erlernen, sprechen diese mit ihrem individuellen Akzent.
Beispielsweise erkennt ein deutscher Muttersprachler einen Dialektsprecher, einen Deutsch sprechenden Franzosen oder Italiener meist an seinem Akzent. Man spricht von „Hochdeutsch mit bairischem Akzent“, „Deutsch mit französischem Akzent“, „Deutsch mit italienischem Akzent“, „Englisch mit deutschem Akzent“ usw. Es sind vor allem die prosodischen Merkmale der individuellen Aussprache, die den Eindruck eines Akzents prägen, und weniger die aus mangelndem Gebrauch der betreffenden Muskeln resultierende Unfähigkeit, Laute, die der Muttersprache eines Sprechers fehlen (z. B. die Umlaute „ö“ und „ü“, Nasalvokale oder das englische „th“), lautrein zu produzieren (Dyslalie).
Eine Studie von 1981 kam zum Schluss, dass eine Zweitsprache (L2) im Alter von weniger als sechs Jahren meist akzentfrei erlernt wird, ab einem Alter von sechs Jahren hingegen meist mit einem von der Erstsprache übertragenen Akzent. Dieser ist typischerweise leicht, wenn die L2 im Alter von sechs bis unter 14 Jahren erlernt wird und ausgeprägt, wenn sie im Alter von 14 Jahren oder älter erstmals erlernt wird.
Menschen, die aufgrund besonderer Lebensumstände eine Fremdsprache weitaus mehr benutzen als ihre Muttersprache, entwickeln häufig auch in der Muttersprache einen Akzent. Dies kommt oft bei Migrantenkindern vor, aber auch bei Erwachsenen, die im Ausland jahrzehntelang mit einem ausländischen Partner zusammenleben, mit dem sie sich in der Landessprache verständigen. Die Aussprachegewohnheiten der Fremdsprache werden in diesem Fall ungewollt auf die Muttersprache übertragen. Relativ selten kommt das „Fremdsprachen-Akzent-Syndrom“ vor, bei dem sich durch eine Krankheit, eine Operation o. Ä. die Sprechweise Einheimischer so ändert, dass sie für Ausländer gehalten werden.
Manchmal werden die Begriffe Dialekt und Akzent miteinander verwechselt. So hört man Aussagen wie „Sie spricht mit einem bairischen Dialekt“, obwohl es richtigerweise „mit einem bairischen Akzent“ heißen müsste.

## Akzent und Sprachunterricht
Zu den Sprachlernmethoden, die der Vermeidung eines Akzents systematische Aufmerksamkeit schenken, zählen audiolinguale Methoden wie die Pimsleur-Methode.

## Akzent und Sozialisation
Studien haben eine soziale Präferenz kleiner Kinder für Personen, die ihre Sprache ohne fremden Akzent sprechen, aufgezeigt. Der Akzent wog dabei schwerer als ein ähnliches Aussehen: In einer Studie gaben Kinder akzentfrei sprechenden Kindern anderer Hautfarbe als potenzielle Spielkameraden den Vorzug vor mit fremdem Akzent sprechenden Kindern gleicher ethnischer Herkunft.
Von Sprechern und Moderatoren in deutschen Rundfunk- und Fernsehanstalten wird in der Regel – von Unterhaltungs-Shows, Komödien und Satiren abgesehen – eine perfekte Sprachbeherrschung ohne regionale oder ausländische Akzente verlangt. Dies gilt besonders für informierende Medien, die Seriosität und Glaubwürdigkeit vermitteln sollen. Artikel 3 GG verbietet eine Diskriminierung, sei es aufgrund der Abstammung, der Heimat oder der Herkunft, oder der Sprache. Nach Auffassung der Antidiskriminierungsstelle des Bundes (ADS) können daher Anforderungen an akzentfreie deutsche Sprachkenntnisse grundsätzlich eine mittelbare Diskriminierung wegen der ethnischen Herkunft darstellen. Wenn aber akzentfreie Sprachkenntnisse eine „wesentliche und entscheidende Anforderung für die Ausübung einer bestimmten Tätigkeit sind“, habe der Arbeitgeber das Recht, akzentfreie Deutschkenntnisse zu verlangen.